# 卡特嶺 (博克格雷溫克海岸)
卡特嶺（英語：Carter Ridge）是南極洲的山嶺，位於維多利亞地的博克格雷溫克海岸，處於珊瑚海冰川和埃爾德冰川之間，屬於勝利山脈的一部分，長20公里，由新西蘭的探險隊繪入地圖，現時由南極條約體系管理。

## 外部連結
. . United States Geological Survey.   [2011-10-27].
72°37′S 167°37′E / 72.617°S 167.617°E